# Брехен
Брехен (нім. Brechen) — громада в Німеччині, знаходиться в землі Гессен. Підпорядковується адміністративному округу Гіссен. Входить до складу району Лімбург-Вайльбург.
Площа — 24,86 км2. Населення становить 6457 ос. (станом на 31 грудня 2020).